# Tangi Miller
Tangi Miller est une actrice, scénariste et productrice américaine née le 28 février 1970 à Miami.

## Filmographie

### comme actrice
- 1998 : Rhinos
- 2000 : Playing with Fire (TV) : Camille Roberts
- 2001 : The Enforcers (feuilleton TV)
- 2001 : Too Legit: The MC Hammer Story (TV) : Stephanie
- 2002 : The Other Brother : Paula
- 2003 : Leprechaun: Back 2 tha Hood (vidéo) : Emily Woodrow
- 2004 : Phantom Force (TV) : Potts
- 2005 : Tough Like Wearing Dreadlocks
- 2006 : Madea's Family Reunion : Donna

### comme scénariste
- 2006 : Love... & Other 4 Letter Words

### comme productrice
- 2006 : Love... & Other 4 Letter Words